# Mike Cahill
Mike Cahill (New Haven, Connecticut, 5 de juliol de 1979) és un director i guionista estatunidenc. Cahill es va graduar en economia per la Universitat de Georgetown el 2001, on va conèixer a Brit Marling amb la que va decidir treballar junts per entrar al cinema.
Cahill va començar a treballar per la National Geographic Society en documentals de vida salvatge. Cita Julian Schnabel i Krzysztof Kieślowski (principalment, La Double vie de Véronique) com a principals influències en la seva obra. Apassionat per l'astronomia i la ciència-ficció, admira Carl Sagan i Isaac Asimov.

## Filmografia
| Any  | Pel·lícula                             | Director | Guionista | Productor | Muntatge | Observacions                                                         |
| ---- | -------------------------------------- | -------- | --------- | --------- | -------- | -------------------------------------------------------------------- |
| 2004 | Boxers and Ballerinas                  | 1        | 1         |           |          | En col·laboració amb Brit Marling                                    |
| 2005 | Leonard Cohen: I'm Your Man            |          |           |           | 1        |                                                                      |
| 2006 | Everyone Stares: The Police Inside Out |          |           |           | 1        |                                                                      |
| 2011 | Another Earth                          | 1        | 1         | 1         | 1        | En col·laboració amb Brit Marling                                    |
| 2014 | I Origins                              | 1        | 1         | 1         | 1        | En col·laboració amb Brit Marling Premi Maria a la millor pel·lícula |